# Loxophlebia asmodeoides
Loxophlebia asmodeoides är en fjärilsart som beskrevs av Rothschild 1931. Loxophlebia asmodeoides ingår i släktet Loxophlebia och familjen björnspinnare. Inga underarter finns listade i Catalogue of Life.